# مارک تناس
مارک تناس (انگلیسی: Marc Tenas؛ زادهٔ ۳۰ مهٔ ۲۰۰۱) بازیکن فوتبال است که در پست مهاجم برای باشگاه کورنلا بازی می‌کند.
وی همچنین در تیم‌های ملی فوتبال زیر ۱۸ سال اسپانیا، زیر ۱۹ سال اسپانیا، و زیر ۲۰ سال اسپانیا بازی کرده‌است.